# Tenía que sobrevivir
Tenía que sobrevivir es el primer libro del uruguayo Roberto Canessa y el noveno de Pablo Vierci. Fue publicado por Editorial Atria el 1 de marzo de 2016. 

## Reseña
En el libro, el médico y exjugador uruguayo de rugby Roberto Canessa narra la historia que vivió cuando el avión en el que viajaba sufrió un accidente, cayendo en medio de la Cordillera de los Andes, y sus experiencias como médico. El libro fue presentado en mayo de 2016 en el Hospital Pereira Rossell, de Montevideo.
Fue publicado en Uruguay, Estados Unidos, Gran Bretaña, Canadá, Australia y Nueva Zelanda en marzo, en español e inglés. Una parte de las ganancias del libro es para la «Fundación Corazoncitos».

## Galería

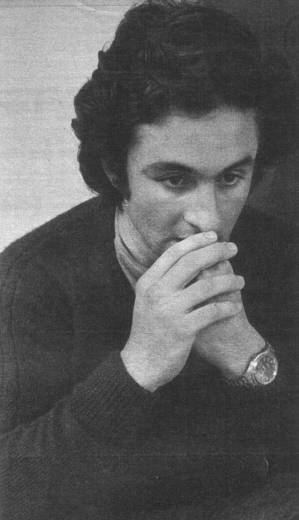
Roberto Canessa en 1974.
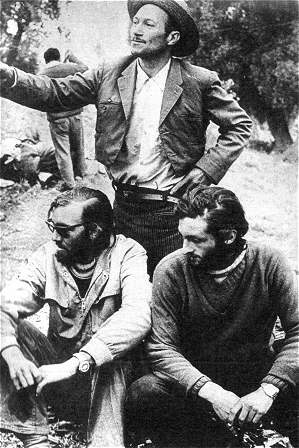
Nando Parrado y Roberto Canessa (abajo derecha), junto al arriero Sergio Catalán en 1972.
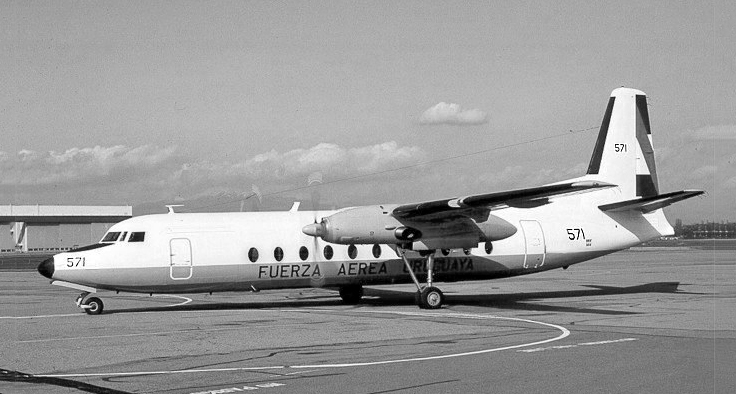
Avión Fokker F27 Fuerza Aérea Uruguaya en 1972.
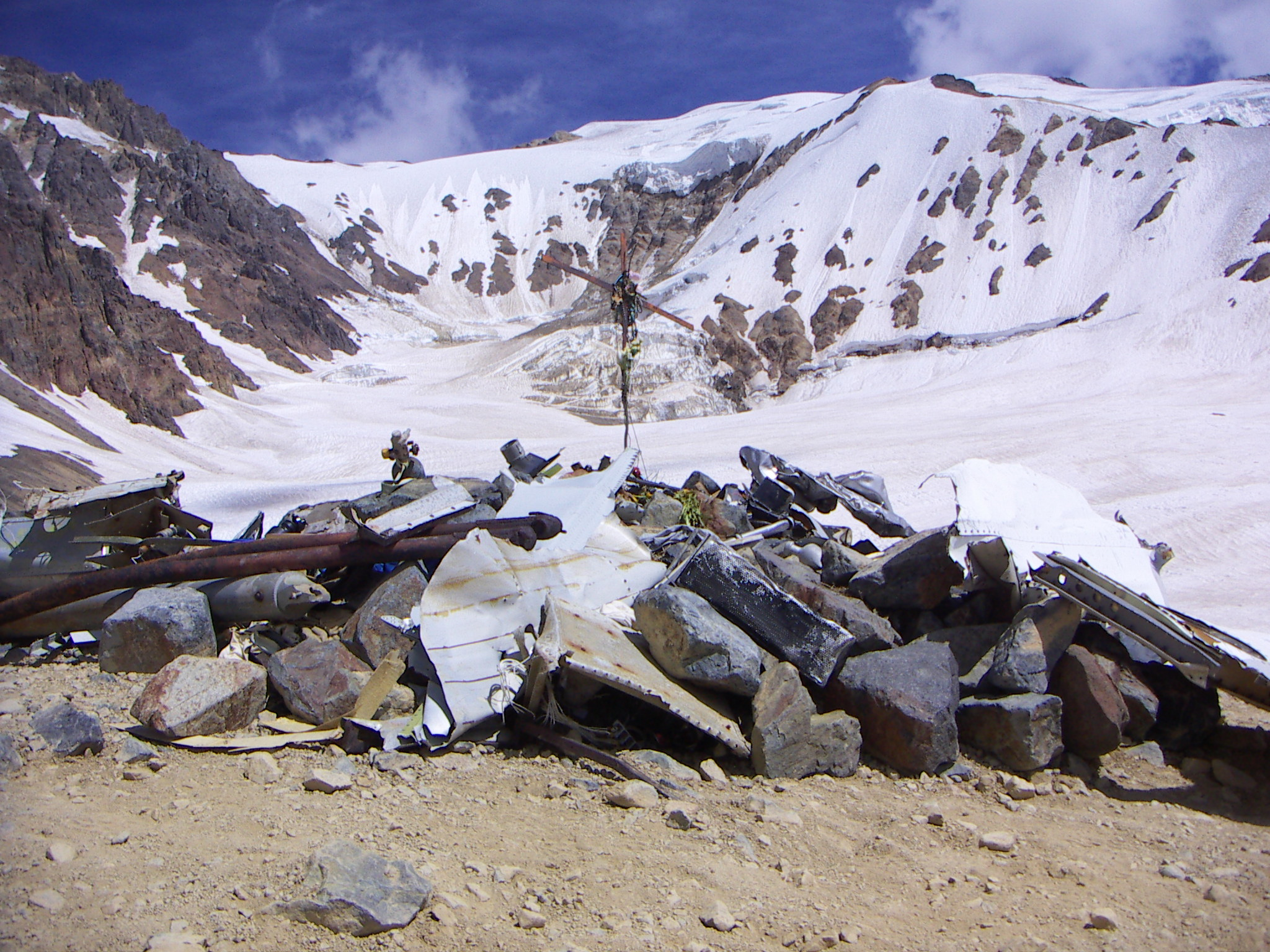
Lugar del accidente en 2008.